# Asociación de Aerolíneas Europeas de Bajo Coste
La Asociación de Aerolíneas Europeas de Bajo Coste (ELFAA en sus siglas en inglés, European Low Fares Airline Association), es una organización creada en el 2003 que representa a las aerolíneas de bajo coste.
Entre todos sus miembros, transportan alrededor de 150 millones de personas al año, más del 35% del tráfico de pasajeros en vuelos entre países europeos.

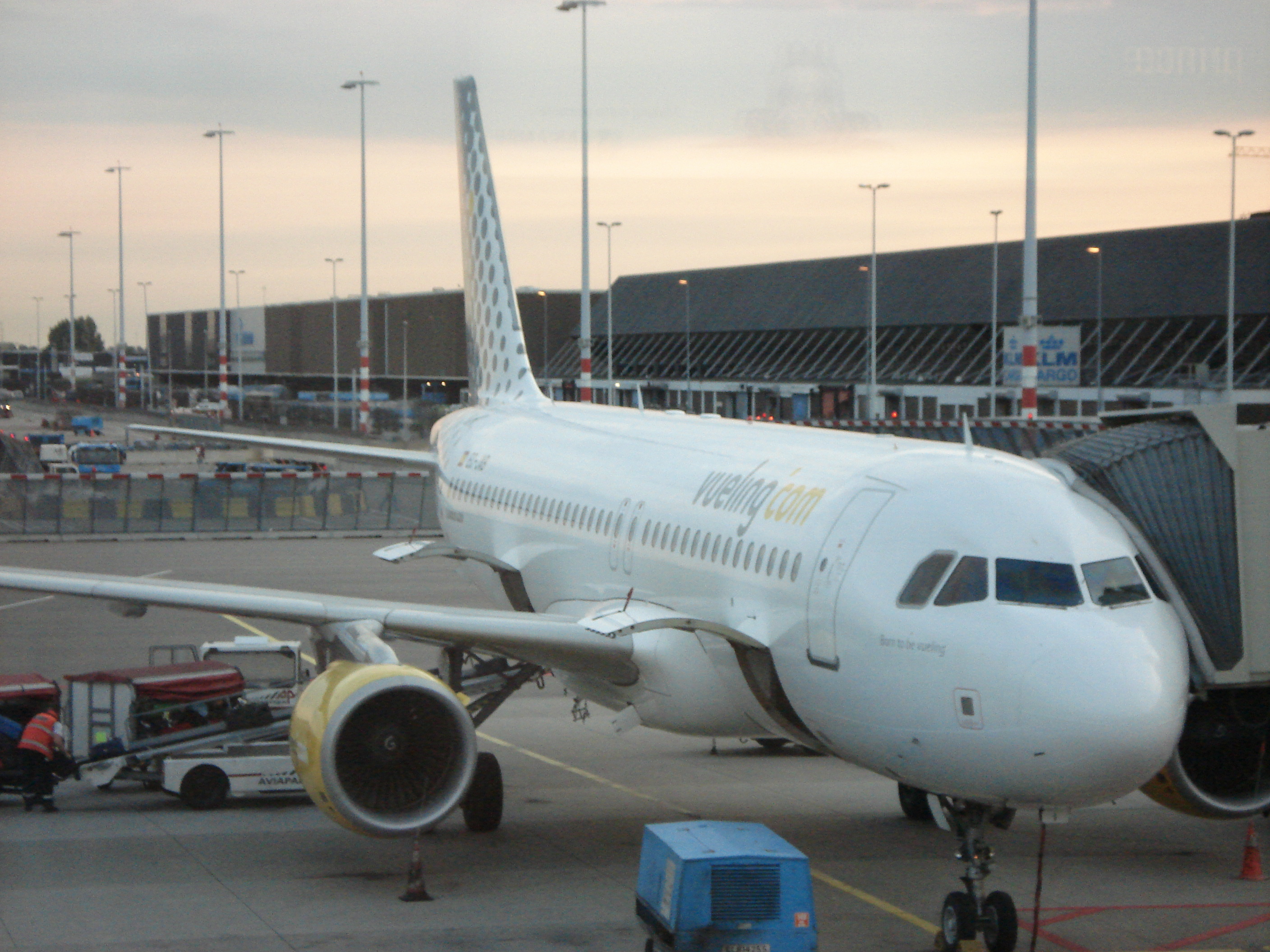
Un Airbus A320 de Vueling en Ámsterdam-Schiphol, Países Bajos. (2007)

## Objetivos
- Identificar las políticas que afecten al sector de las compañías low cost.
- Conseguir que las medidas reguladoras que afecten a sus miembros sean realmente eficaces.
- Promover los intereses comunes de sus miembros en varias instituciones europeas.

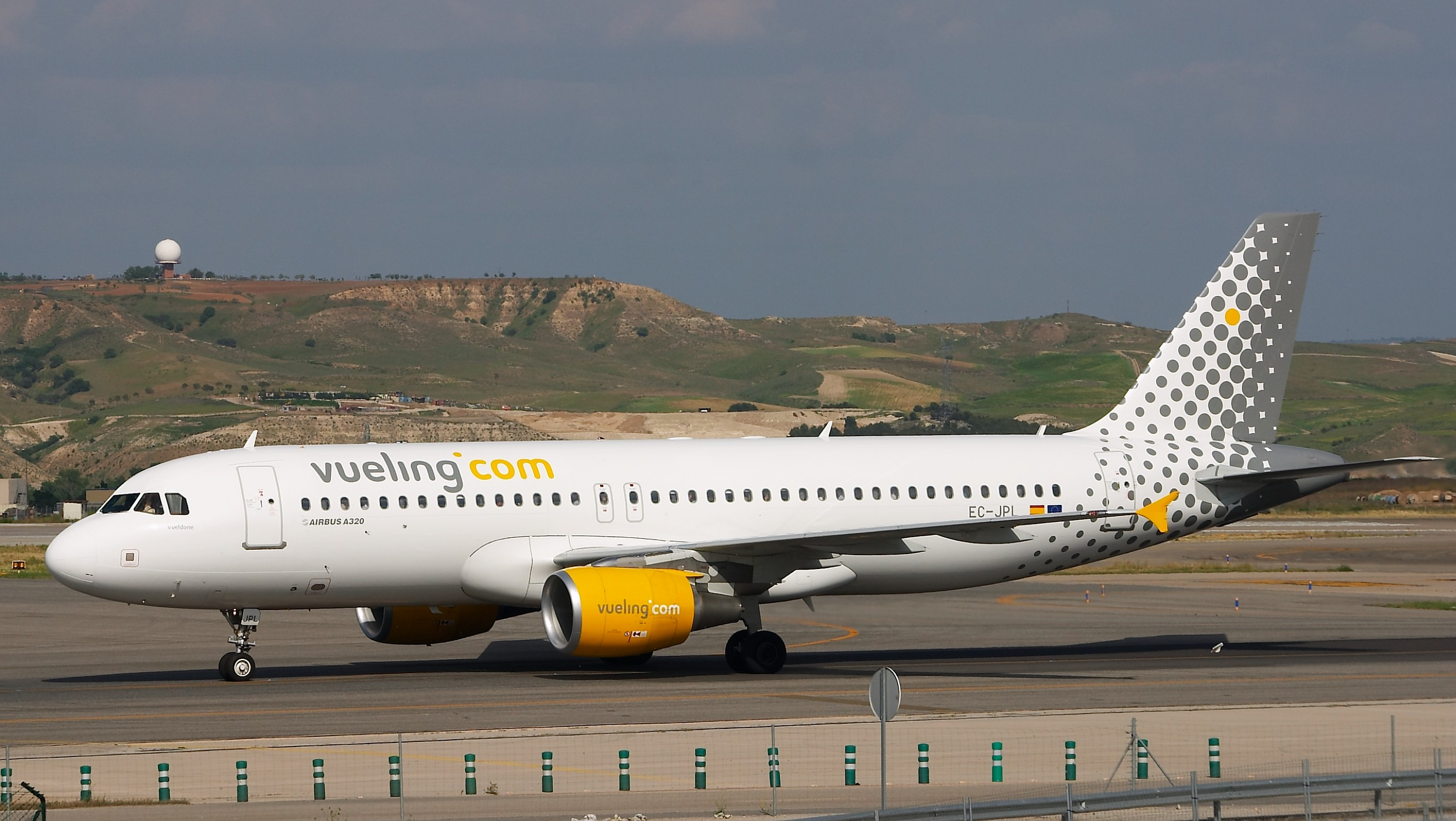
Airbus A320-214 (EC-JPL nombrado Vueldone) de Vueling